# Bateria de São Caetano da Ponta Grossa
A Bateria de São Caetano da Ponta Grossa localiza-se na Ponta Grossa, ilha de Santa Catarina, estado de Santa Catarina, no Brasil.

## História
Esta bateria foi construída em 1765, no Governo de Francisco de Sousa e Meneses, segundo projeto do Sargento-mor Francisco José da Rocha, estando localizada a aproximadamente duzentos metros a Leste da Fortaleza de São José da Ponta Grossa. Sua função era a de complementar as defesas da Fortaleza da Ponta Grossa, na barra Norte da Ilha de Santa Catarina, dando-lhe cobertura pelo lado voltado para a praia de Jurerê e praia de Canasvieiras, que ficava, até então, desprotegido.
Foi artilhada com seis peças que lá se achavam por ocasião da invasão dos espanhóis, ocorrida em 1777.
Hoje, desta bateria em ruínas, restam uma base de guarita, trechos de muralhas e vestígios de uma pequena construção que teria servido de Casa da Guarda e Casa da Parlamenta.